# Ion Bulei
Ion Bulei (n. 30 martie 1941, Comarnic, România – d. 9 noiembrie 2020) a fost un istoric și profesor universitar român.

## Educație și premii
A studiat la Facultatea de Istorie a Universității din București  (1960-1965) și a făcut studiile liceale la Liceul George Enescu din Sinaia (1955-1959). Este doctor în istorie din anul 1976.  A fost decorat în anul 2000 cu Ordinul național „Steaua României” în grad de ofițer. Premiul Nicolae Iorga al Academiei Române, 1990 (pentru lucrarea Sistemul politic al României moderne. Partidul Conservator, publicată în 1987).  Între anii 1968-1969 a fost redactor la editura  Enciclopedică.

## Scrieri
- 1961 - Zile de vară, Editura Eminescu, 1978
- Arcul așteptării - 1914. 1915. 1916, Editura Eminescu, 1981
- Lumea românească la 1900, vol. 1, Editura Eminescu, Colecția Clepsidra, 1984
- Sistemul politic al României moderne -  Partidul Conservator, Editura Politică, 1987
- Atunci când veacul se năștea..., vol. 2 Editura Eminescu, Colecția Clepsidra, 1990
- Democrația la români - 1866-1938; co-autor: Ioan Scurtu; Editura Humanitas, 1990
- Guverne și guvernanți. 1866-1916; co-autor: Ion Mamina; Editura Silex, 1994
- Enciclopedia partidelor politice din Romania - 1862-1994; co-autori: Ioan Scurtu, Ion Alexandrescu, Ion Mamina; Editura Mediaprint, 1995
- Monarhi europeni, vol. 1 - Marile Modele (1848-1914); co-autor: Gabriel Badea-Paun; Editura Silex, 1997
- Scurtă istorie a românilor, Editura Meronia, 1998; editii in limba straina - A Short History of Romania, Editura Meronia, 1998; Breve Histoire de la Roumanie, Editura Meronia, 2005; Kurze geschichte rumaniens, Editura Meronia, 2006
- Conservatori și conservatorism în România, Editura Enciclopedica, 2000
- Lumea românească la 1900, 2 vol.; Editura Fundatiei Pro, 2004
- Viata cotidiană în timpul lui Carol 1, Editura Tritonic, 2004
- Viata în vremea lui Carol I, Editura Tritonic, 2005
- România în Primul Război Mondial = La Romania nella Grande Guerra (1914 -1918)ș co-autor: Rudolf Dinu; Editura Militară, 2006
- Conservatorismul - Istorie si actualitate; co-autori: Gabriela Tanasescu, Loredana Pavalan Stuparu; Editura Institulul de stiinte politice si relatii internationale, 2007
- Bucureștii în imagini în vremea lui Carol I = Pictures of Bucharest in the Age of King Carol I - 3 vol;  ediție îngrijită și cuvânt înainte Stelian Țurlea ; Selecția și prezentarea fotografiilor Emanuel Bădescu; Privire istorică Ion Bulei ; Concepție grafică și machetare Cristina Țurlea și Daniel Nicolescu ; [Traducerile în limba engleză: Mihai Codreanu
- Carol I - Un destin pentru România, Editura Rao International, 2009
- Un război în cenușa imperiilor, Editura Cadmos, 2010
- Românii în secolele XIX-XX - Europenizarea, Editura Litera International, 2011
- În Vechiul Regat, Editura Tritonic, 2013
- Regina Maria, Editura Meteor Publishing, 2016
- Bunul nostru rege: Ferdinand, Editura Meteor Publishing, 2017
- Ferdinand I, Regele Întregitor de Țară; co-autori: Ioan Scurtu, Dorin Ion; Muzeul Național Peleș, 2017
- Un Hohenzollern în România: Carol I, Editura Meteor Publishing, 2018
- O istorie ilustrată a românilor, Editura Litera, 2018
- Maria - O regină în război, Editura Litera, 2019
- Ultimul rege al României Mari: Carol al II-lea, Editura Meteor Publishing, 2019